# Juventus Stadium
Juventus Stadium este numele unui stadion de fotbal din Torino, Piemont, care găzduiește meciurile de acasă ale echipei Juventus. Arena are o capacitate de 41.507 de spectatori și este construită pe locul fostului stadion al echipelor Juventus și Torino F.C., Stadio delle Alpi.